# ماري كاثرين أرنولد
ماري كاثرين أرنولد (بالألمانية: Marie-Cathérine Arnold) هي مجدفة ألمانية ولدت في يوم 7 نوفمبر 1991. أبرز انجازاتها هو فوزها بالميدالية الفضية في بطولة العالم في سنة 2015.